# 西松屋 (呉服店)
株式会社西松屋（にしまつや、英：Nishimatsuya Co., Ltd.）は、兵庫県姫路市に本店を置く呉服店。1879年（明治12年）創業。
同名のベビー用品販売大手・西松屋チェーンは、同社が1956年10月にお宮詣り衣装・出産準備品を販売する別部門「赤ちゃんの西松屋株式会社」として設立したもので、創業者一族同士の関係が深い（ただし両社の間に資本関係はなくなっている）。

## 沿革
- 1879年 - 茂理太吉が姫路市二階町に呉服店「松屋」を創業。
- 1881年 - 現在地（西二階町）に移転
- 1950年8月 - 会社設立。初代社長に茂理みつが就任。
- 1956年10月 - お宮詣り衣装と出産準備品の販売部門を「赤ちゃんの西松屋株式会社」（現・西松屋チェーン）として設立。
- 1957年8月 - 岡山県津山市に津山店を開店。支店第1号、岡山県内に初進出。
- 1962年11月 - 姫路市西二階町に寝具店を開店。
- 1963年11月 - 加古川市に加古川店を開店。
- 1970年8月 - 明石市に明石店を開店。
- 1971年11月 - 大阪市ダイエー京橋ショッパーズプラザ内に京橋店を開店。大阪府内に初進出。
- 1984年2月 - 加古川ニッケパークタウン内に加古川パークタウン店を加古川市内に2店目として開店。
- 1987年11月 - 神戸市須磨区に板宿店を開店。神戸市内に初進出。
- 1989年9月 - 加古川店をカピルそごう加古川に移転。
- 1994年9月 - 加古川サティ内に東加古川店を加古川市内に3店目として開店。
- 1999年9月 - 姫路西店を開店。本社を姫路西店が入居するビルに移転。
  - 11月 - ザ・モール姫路内に姫路モール店を開店。
- 2004年12月 - 振袖きらめき館を姫路本店5Fに開店。
- 2006年12月 - 高砂ジャスコ店内に高砂店開設
- 2007年8月 - 振袖きらめき館を姫路西店に移転。

## 店舗展開

### 現在営業中の店舗
- 姫路本店
- 明石店
- 姫路モール店
- きらめき館
- 明石店
- 加古川店
- 加古川パークタウン店
- 高砂店
- 津山店

### 閉店した店舗
- 京橋店
- 尼崎店
- 板宿店

## その他
- 木下惠介監督映画「女の園」（1954年公開）でロケ地として使用された。映画では主人公の実家「出石屋呉服店」として登場、出演は高峰三枝子、高峰秀子、岸惠子ほか。
- サンテレビで1970年頃から1995年までCMが放送されており「袖から始まる着物話」と言うフレーズで知られている。